# 新宿NSビル
新宿NSビル（しんじゅくエヌエスビル）は、東京都新宿区西新宿二丁目の新宿副都心（新都心）の一角にある超高層ビル。住友不動産の本社ビルである。略称「NSビル」としても知られる。

## 概要
新宿副都心建設公社が造成した淀橋浄水場跡地である当ビル敷地（新宿新都心2号地）は、1969年に大成建設が落札して取得した。同社は既に新都心10号地を新宿センタービル用地として共同で取得し、当用地も自社開発する方針を定めたが、その後、ビル所有希望者に土地を売却し、工事施工者として事業参画することなり、日本生命保険が大成建設から取得することになった。
大阪市が発祥の日本生命は、1963年、東京・有楽町に日本生命日比谷ビル（日生劇場）を建設し、日本橋にあった東京総局を同ビルに移転。それを契機に東京での事業拡大を図り、都心部を中心に不動産投資を進め、1971年に大成建設が取得した土地を譲り受け、超高層ビルを建設することを決定した。
日本生命は超高層ビル建設にあたって、事業共同化を検討し、1974年に新都心地区に新宿住友ビルを完成させた住友不動産と交渉を持った。その結果、両社が手を組み共同でビルを建設することで合意。1976年に基本協定を締結した。建物持分比率は日本生命55%、住友不動産45%とし、土地は借地方式とした。また建物設計は日建設計（林昌二）、施工は大成建設と決まり、ビル建設に着手。1982年9月に竣工した。
新宿NSビルという名称は、プロジェクトチーム立ち上げの際にオーナー2社の頭文字から付けた仮称だった。竣工に向けて正式名称が数多く検討されたが、最終的に新宿NSビルという呼称がそのまま正式名称となった。
当ビルは白を基調に、屋根はガラス張りによる独特な採光施設となっている。一角に展望エレベーターが見えるのが特徴。このエレベーターは1階・29階・30階を直通運転している。以前は展望エレベーターがレインボーカラーのデザインであったが、2011年8月のリニューアル時に消滅した）。29階には飲食店（スカイレストラン）、30階部分はスカイカンファレンス（会議室）になっている。以前、30階部分にあった飲食店の店舗は29階または1階に移転、または閉店している。1階と地階フロアを除き階層部は全て吹きぬけという構造で、各階のフロアは吹き抜けの空間の周囲を囲む形となっている。29階には吹き抜け部分の中央を斜めに横切る渡り廊下がある。地下1階・2階は駐車場になっており6:30～23:30まで一般利用も可能(30分300円)。

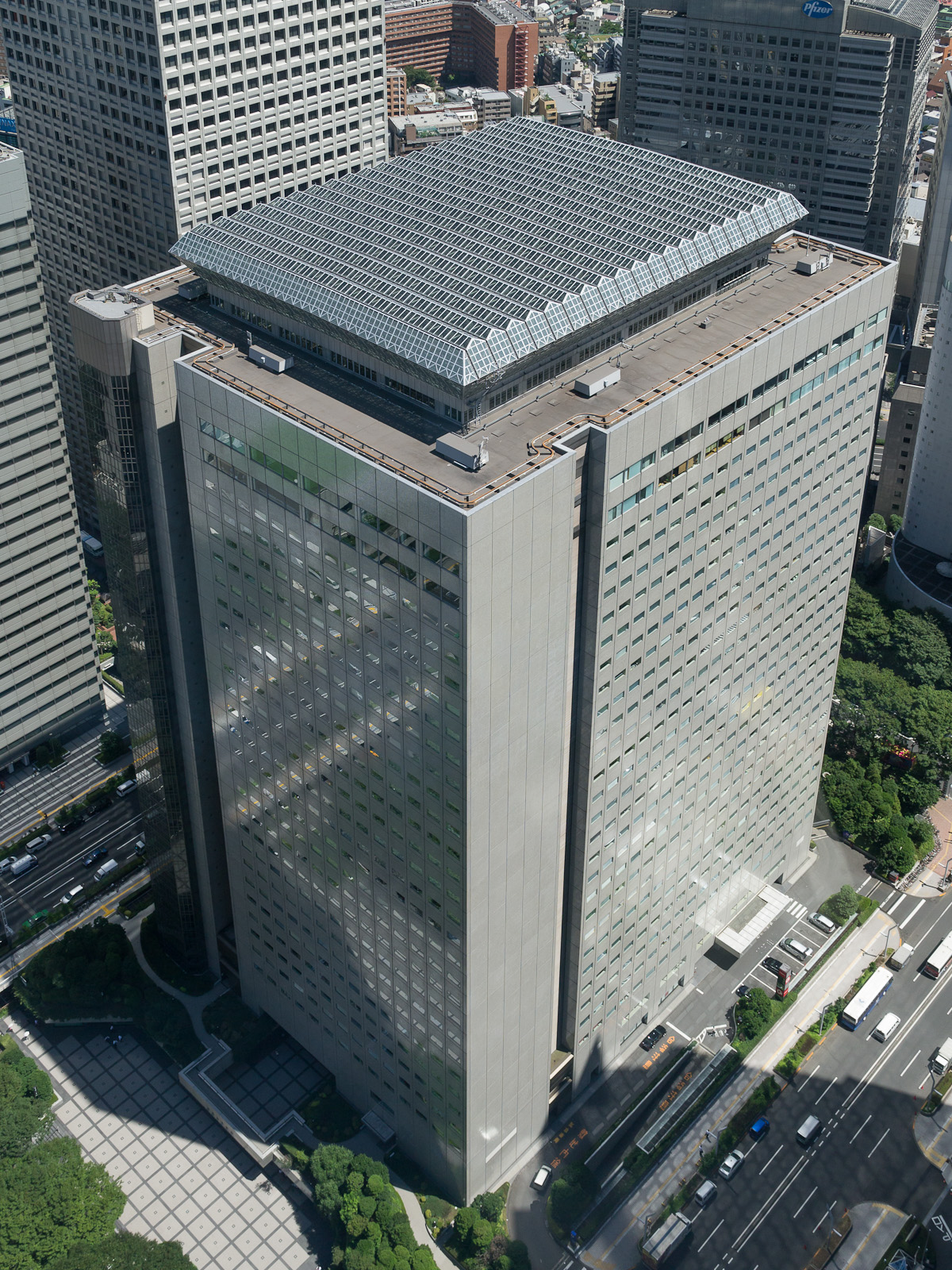
都庁第一本庁舎より。屋上の採光設備がみられる。
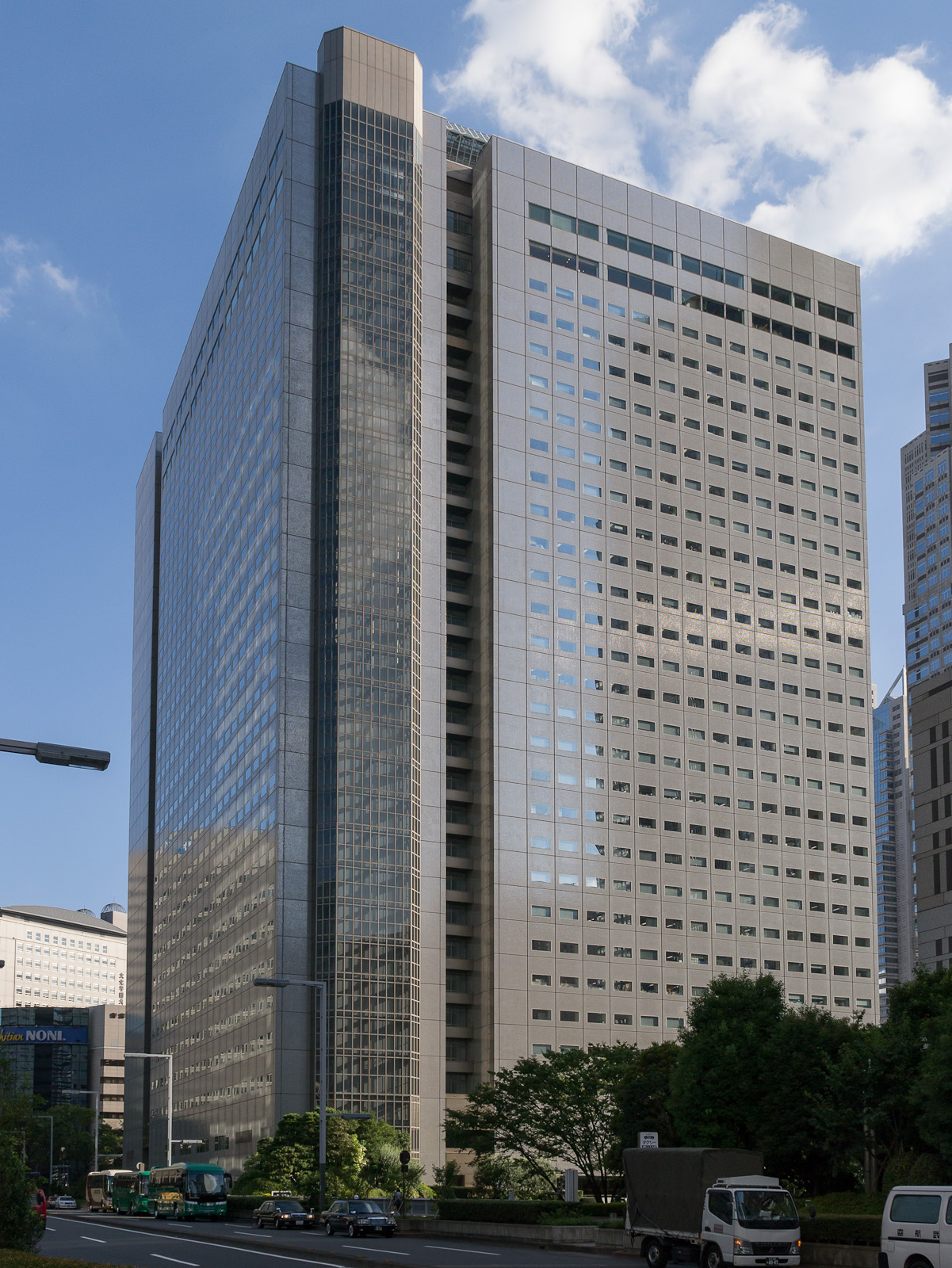
北側より。左端は展望エレベーター。
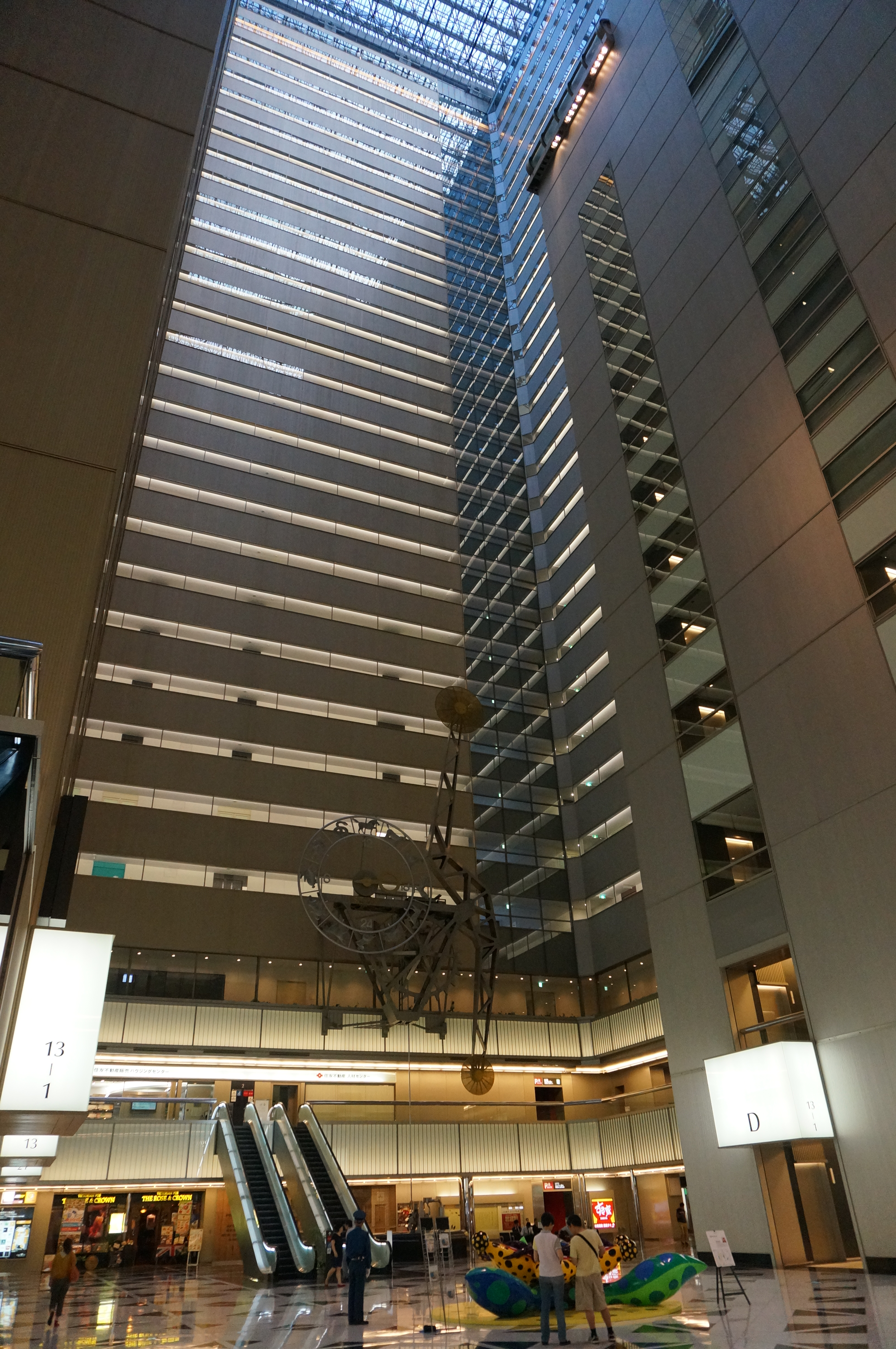
吹き抜け。
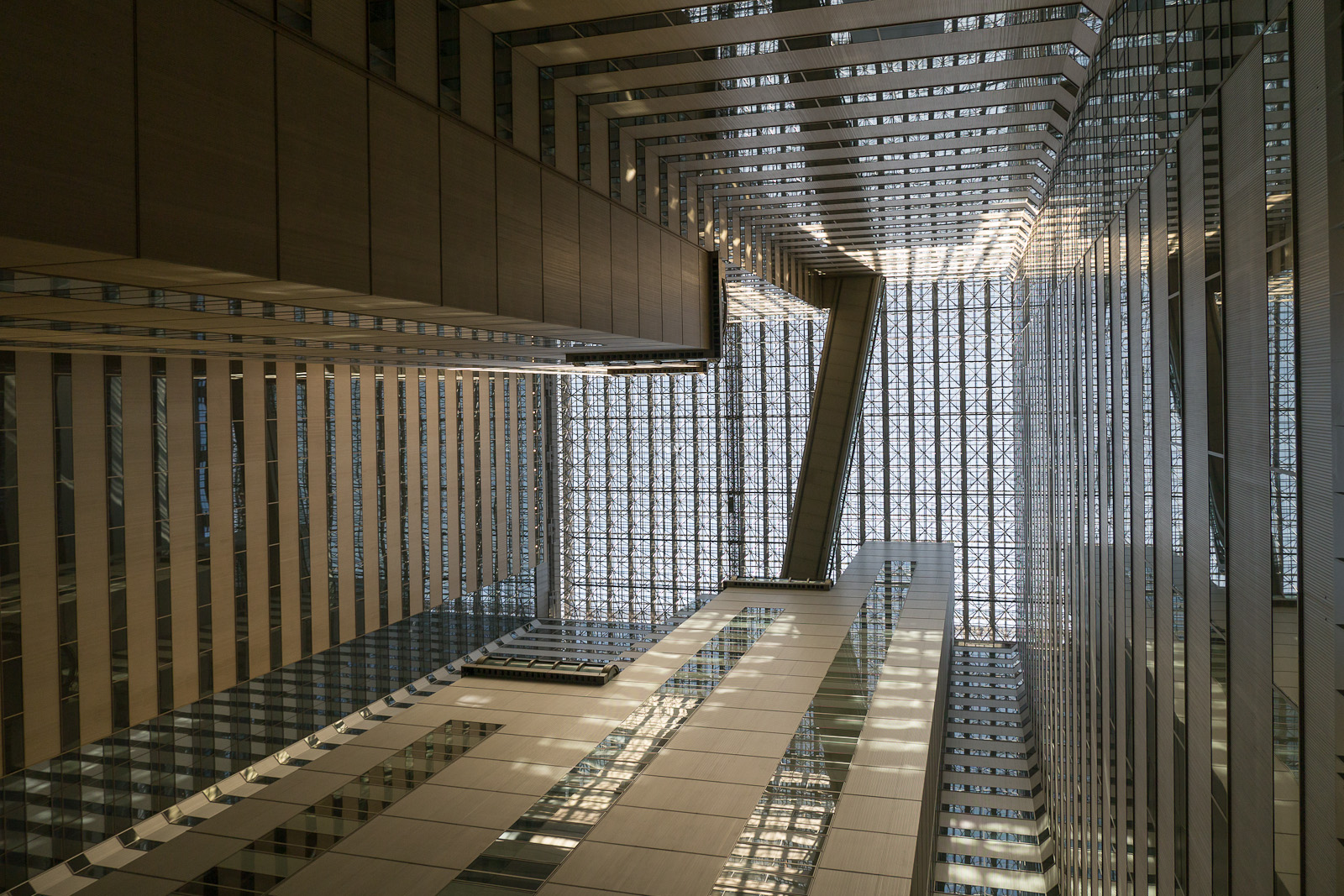
吹き抜けを下から見る。中央に渡り廊下。
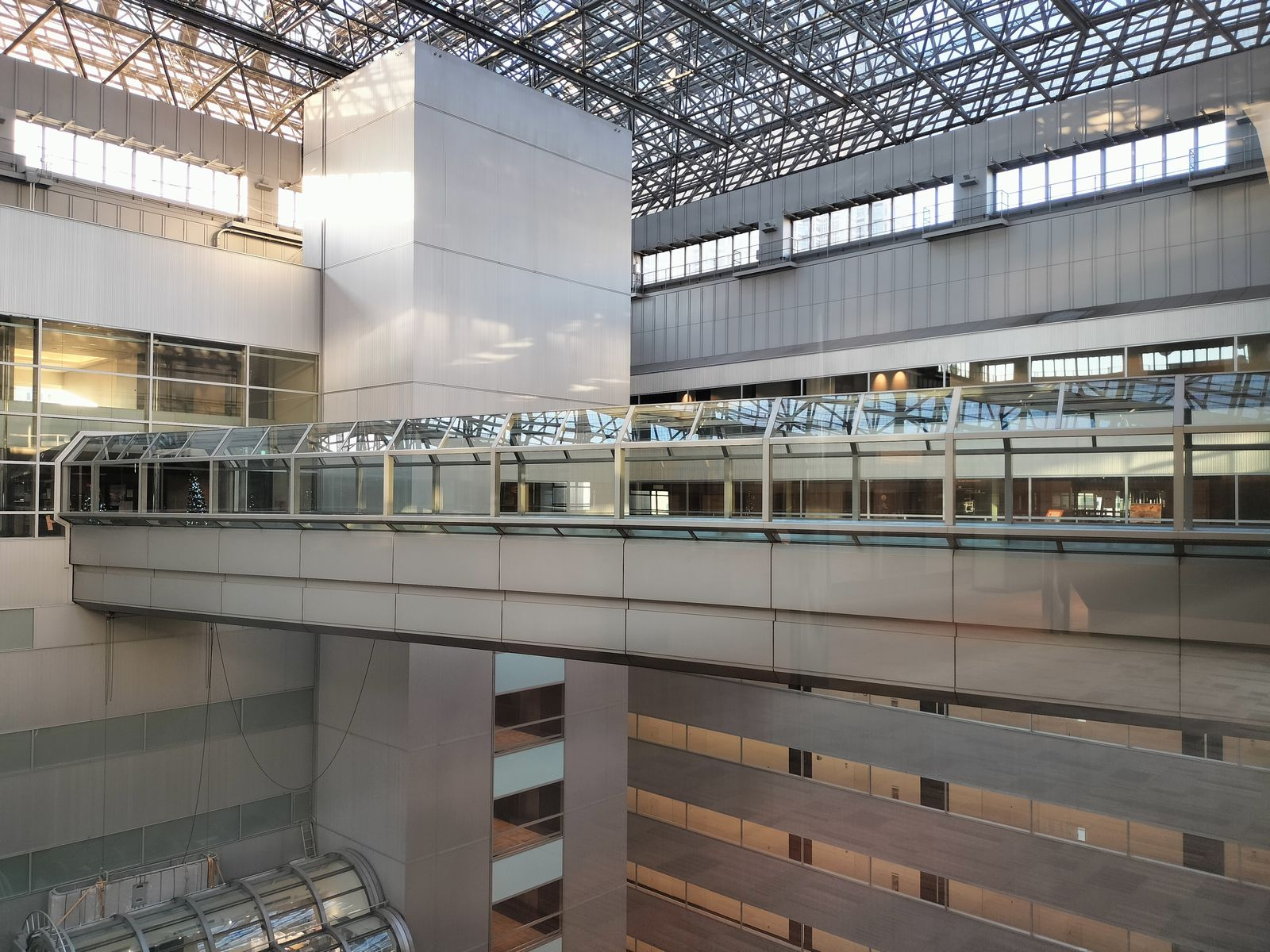
29階の渡り廊下
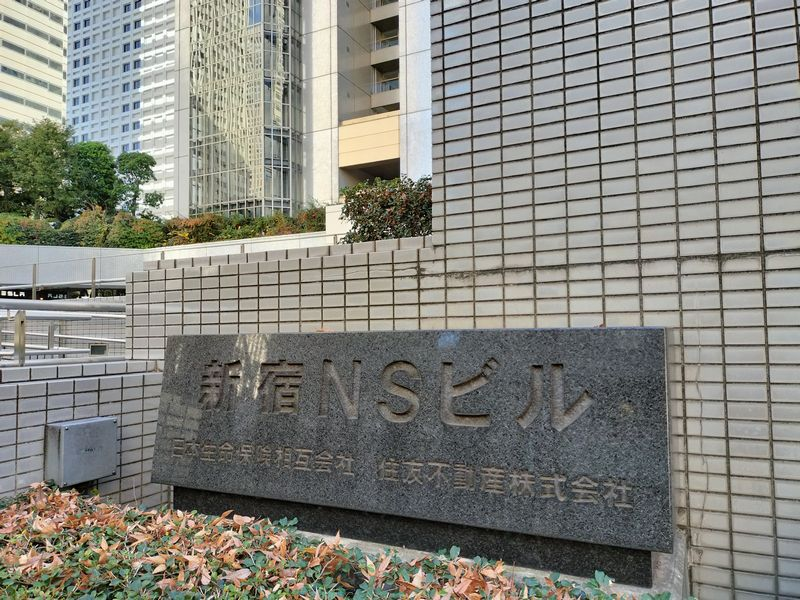
館銘板には2社の名がある。

## 場所

### 立地
新宿副都心の「3×3の敷地」の南側中央（副都心10号地）にある。敷地は平坦な四角形である。周りは以下4本の都道副都心線で囲まれている。
- 北 - 東京都道新宿副都心三号線（ふれあい通り）
- 南 - 東京都道新宿副都心二号線（南通り）
- 東 - 東京都道新宿副都心十号線（議事堂通り）
- 西 - 東京都道新宿副都心十一号線（都庁通り）

4本の道路の内、北のふれあい通りは低い位置にあり、ビルの1Fに面している。他の3本は2Fの高さにある。

### 周辺
- 北から西にかけては東京都庁舎がある[注 1]。北に都議会議事堂、北西に都庁第一本庁舎、西に都庁第二本庁舎がある。
- 東にKDDIビルと新宿モノリス[注 2]、北東に京王プラザホテルがある。

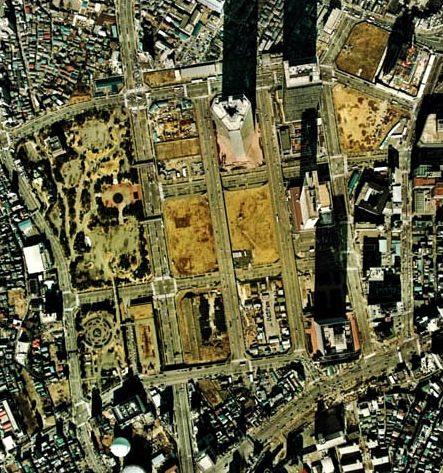
1974年の空中写真。「3×3の敷地」の南側中央に建てられた。

## 配置

### フロア構成
- 30F - 会議室（スカイカンファレンス）
- 29F - 飲食店（スカイレストラン）
- 5F-28F - オフィスなど
- 4F - 医療機関など
- 2F - 防災センター
- 1F-3F - 店舗、ショールーム、金融機関など
- B1F - イベントホール、駐車場
- B2F - 駐車場

### 出入口と周辺
- 正面玄関は北側にある。正面玄関の上は通路になっており、都庁通りと議事堂通りをむすんでいる。
- 南側は1Fと2Fの両方から入れる。南側の1Fは新宿駅からの地下通路「ワンデーストリート」に通じている。
- 西側1Fの出入口は都庁通りの地下歩道に面している。
- 東側2Fにはろうきん、西側2Fには千葉銀行の店舗出入口がある。
- 地下駐車場への出入口は2Fの都庁通り側にある。
- 北側と南側には広場（公開空地）がある。

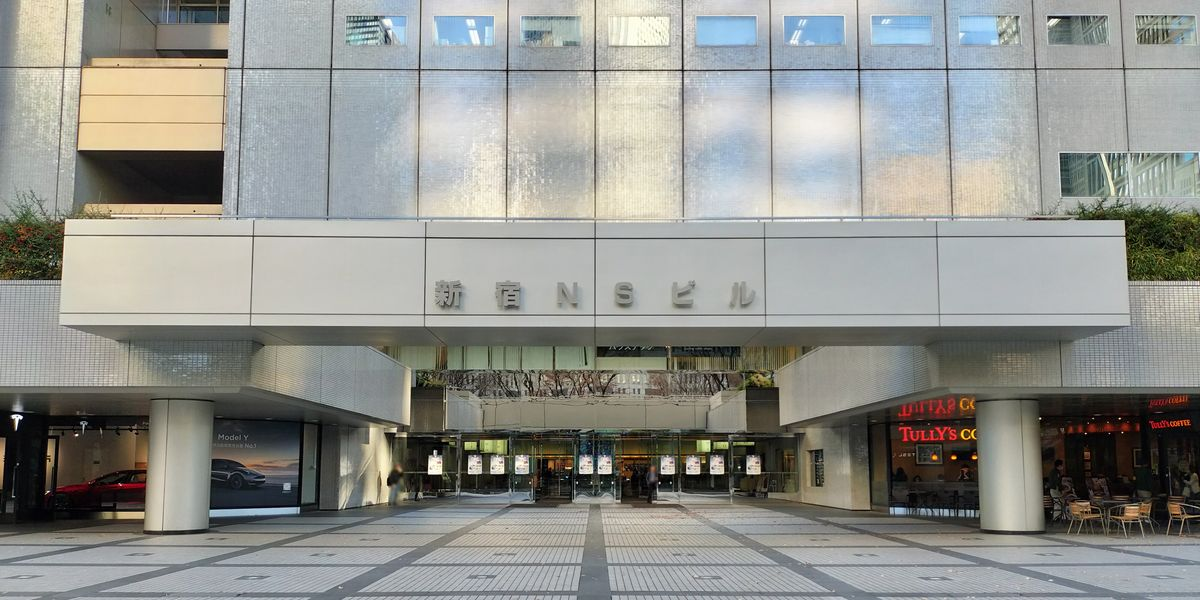
正面玄関
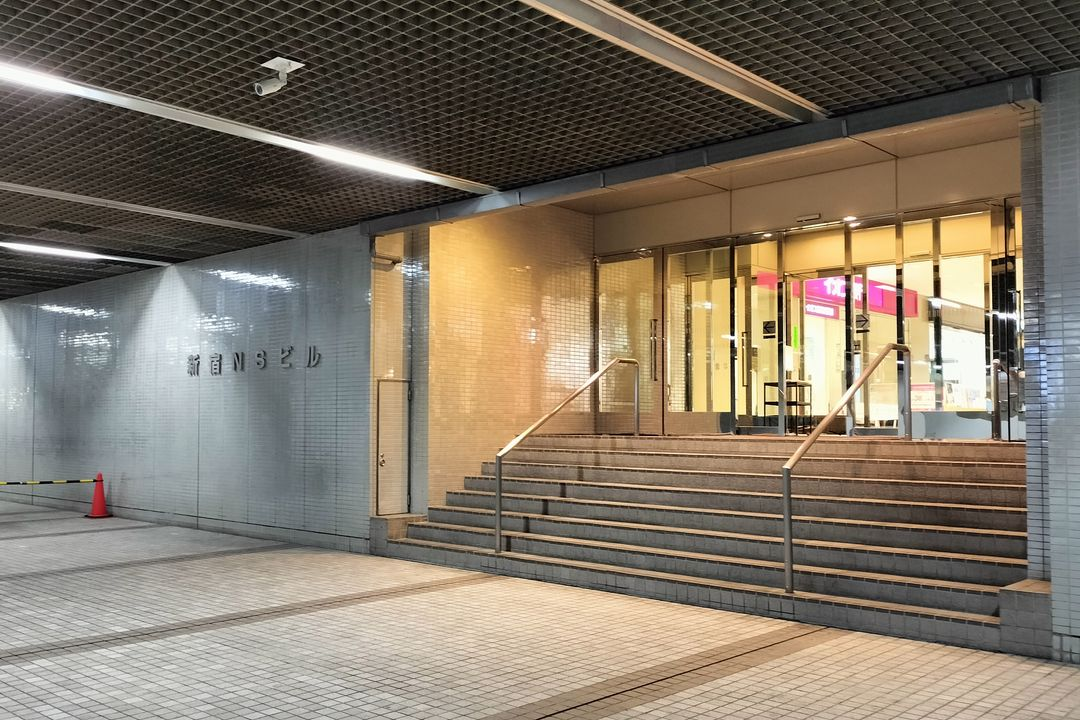
西側1Fの出入口
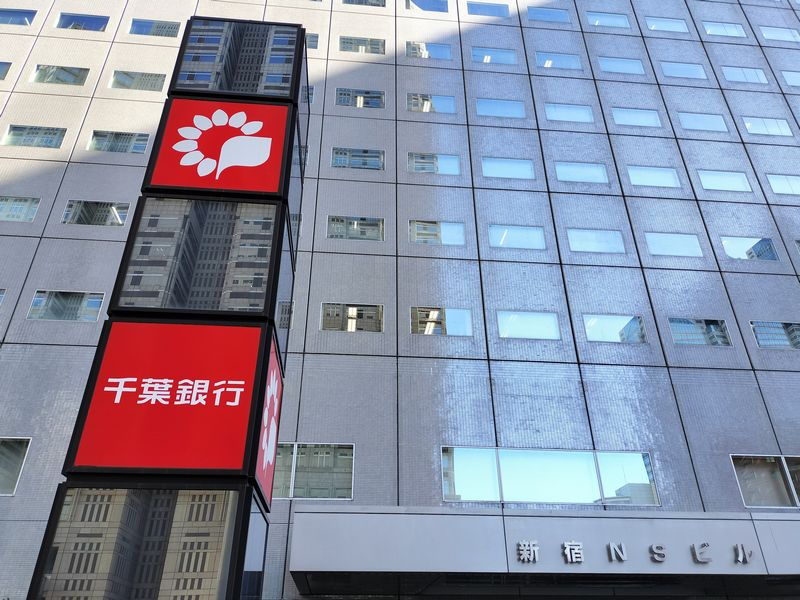
西側2F
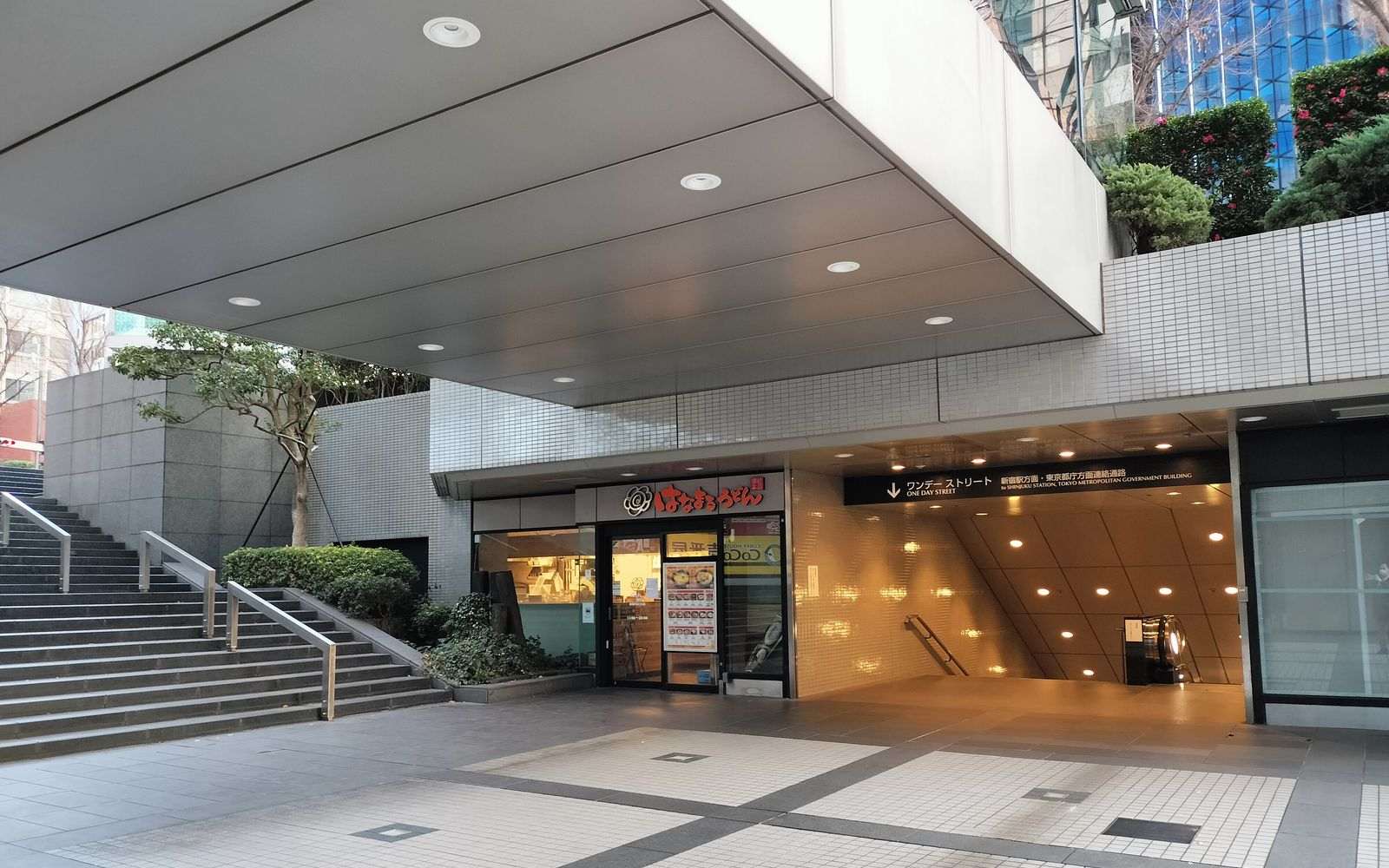
南側広場と地下通路

## 設備等

### エレベーター
エレベーターにはオフィス用24基、駐車場用と展望エレベーター用が2基ずつ（三菱製）、非常用2基（東芝製）の全30基ある。オフィス低層用（A・Dバンク）・駐車場用・展望エレベーター用は三菱電機製、オフィス中層用（B・Eバンク）はオーチス製、オフィス高層用（C・Fバンク）は日立製である。オフィス内13階と21階には乗り継ぎ階もある。また、2009年 - 2011年にかけて、30基のエレベーターは全てリニューアルした。
- 低層バンク（三菱電機製、4基×2）

1階 - 13階
- 中層バンク（オーチス製、4基×2）

1階・2階・4階・13階 - 21階
- 高層バンク（日立製、4基×2）

1階・2階・21階 - 29階
- 駐車場用（三菱電機製、2基）

地下2階 - 2階
- 展望エレベーター用（三菱電機製、2基）

1階・29階・30階

### ユックリズム振り子時計
- ビル内吹き抜けの壁面にある巨大な振り子時計。正面玄関側を向いている。
- デザインは富谷龍一。精工舎製。
- 高さ29.1m、振り子の長さ22.5m、文字盤直径7.2m。世界一の大きさとギネスブックに認定されたことがある[注 3]。
- 振り子は30秒で1往復。動力源は真下にある水車で、鉛直方向のシャフトで上方の時計に動力を伝達している。
- 文字盤は単針の24時間表示（360度で24時間）。1目盛りは2時間（30度で2時間）。目盛りごとに十二支の動物の絵が付けられている。

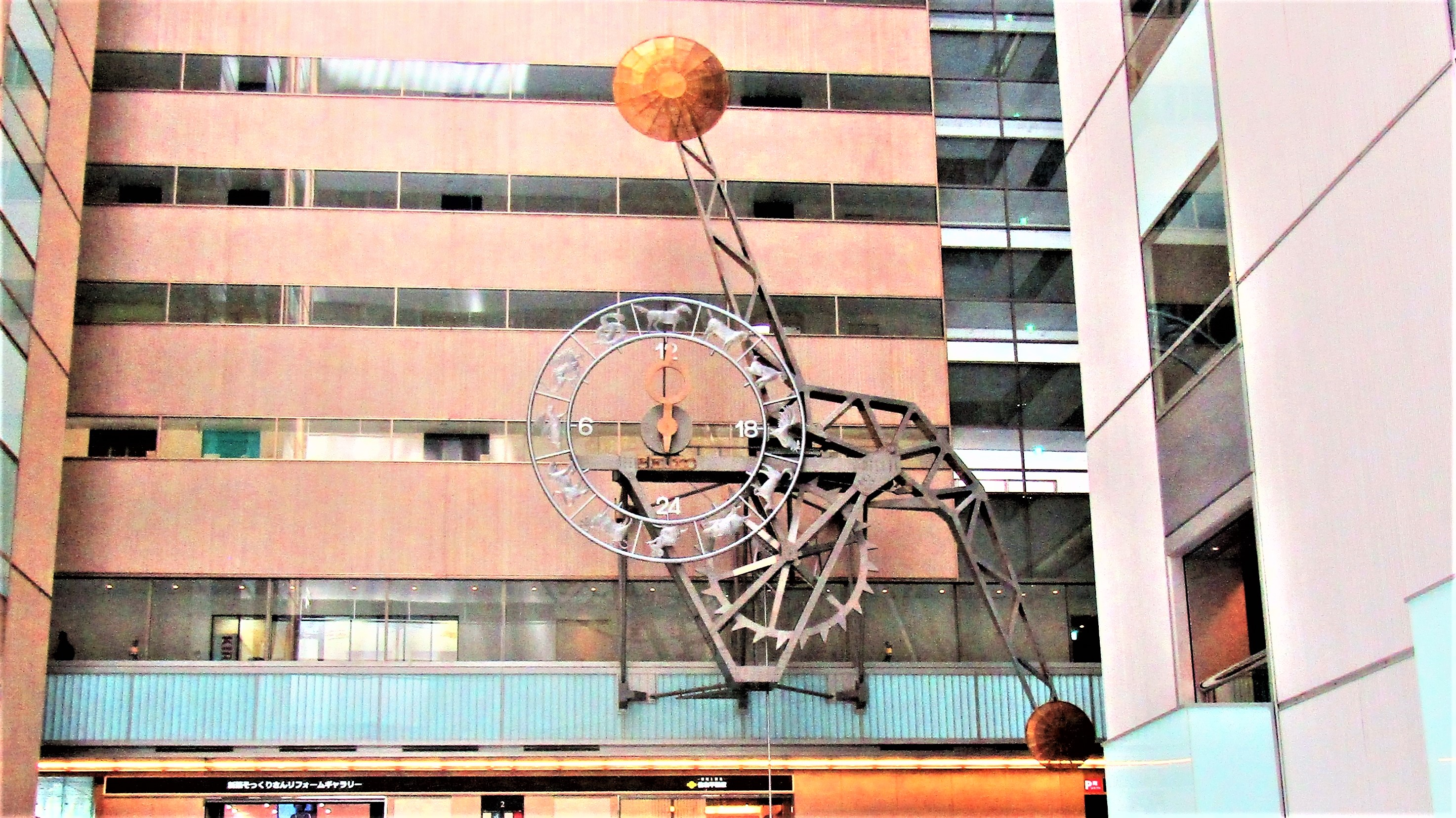
正面。「午の刻」（12時頃）
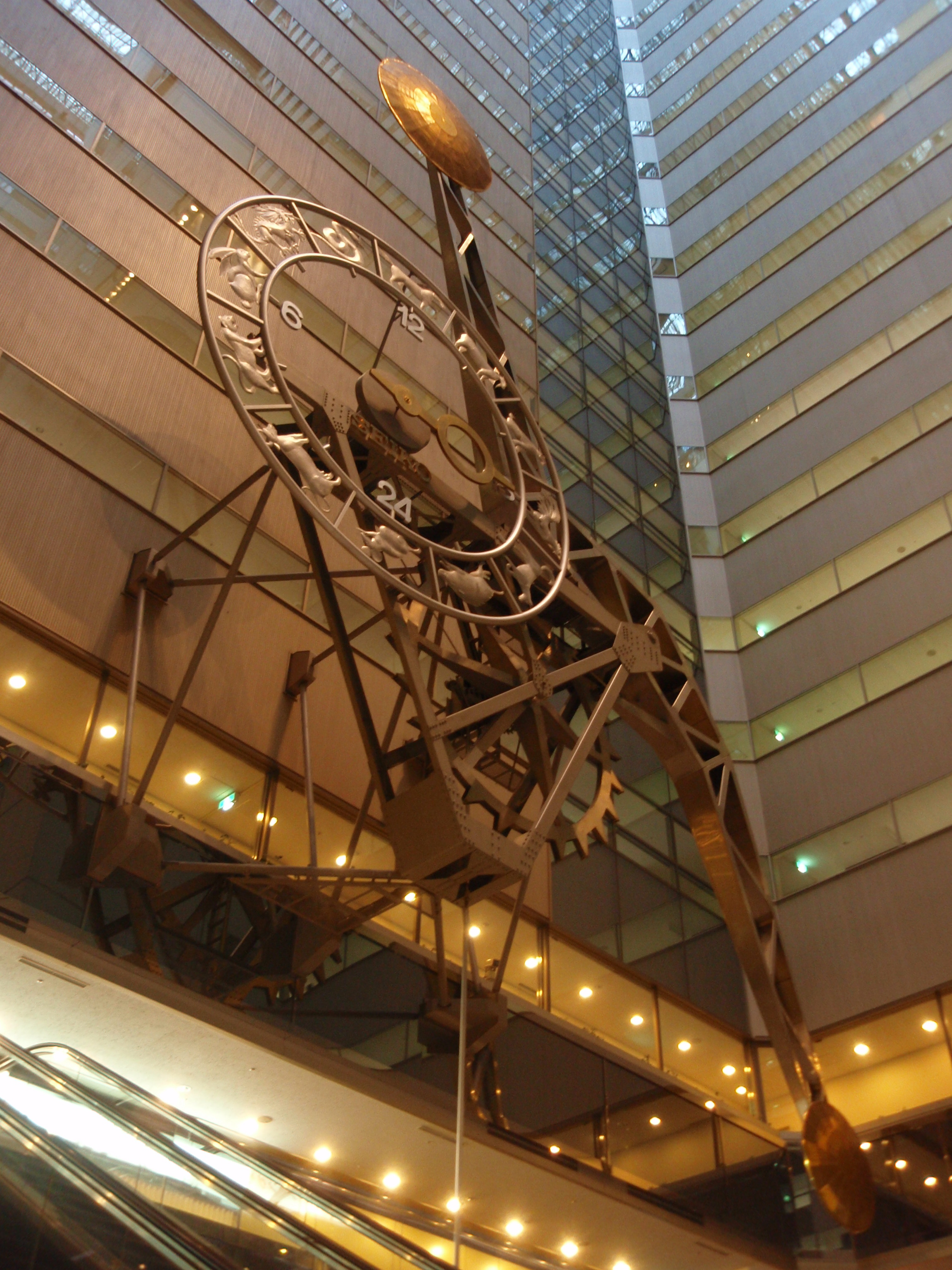
下から見上げる。「酉の刻」（18時頃）
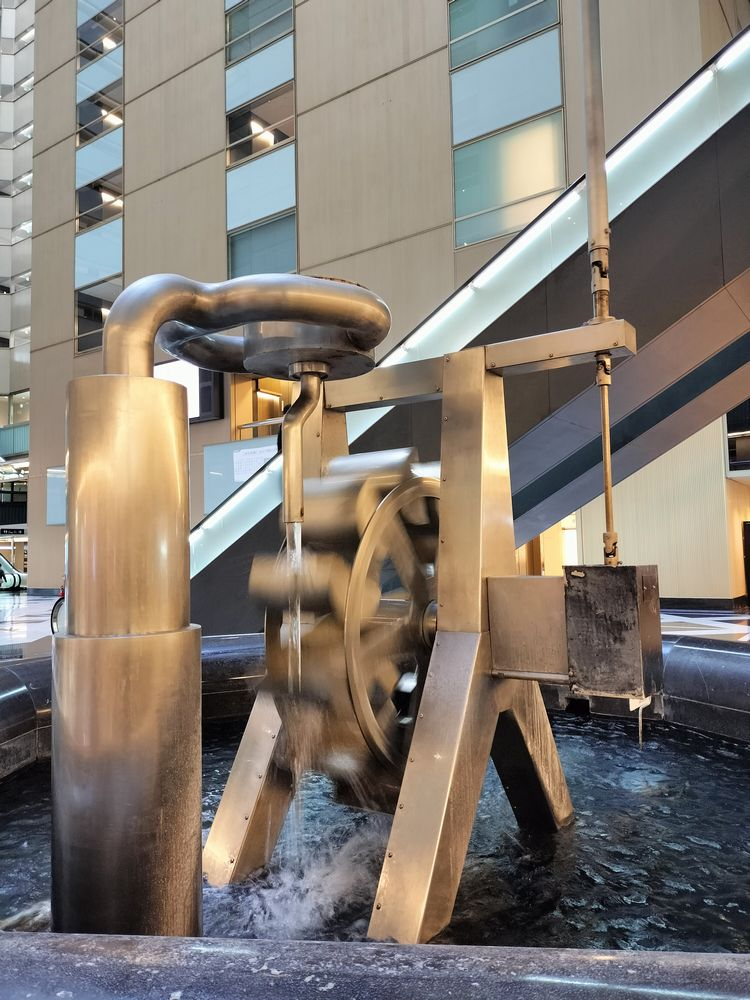
水車とシャフト
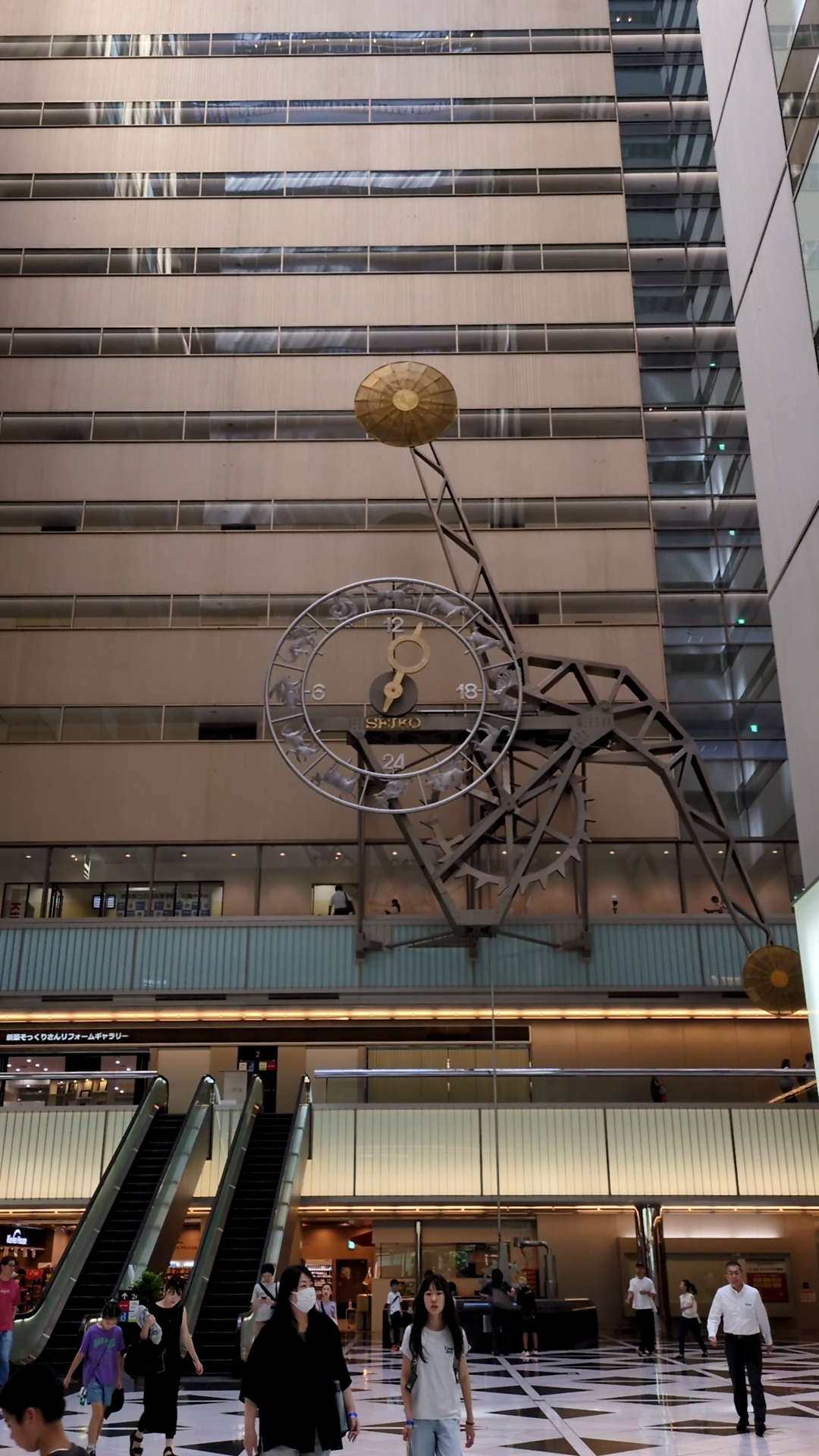
時計

## 主な入居者

### 企業など

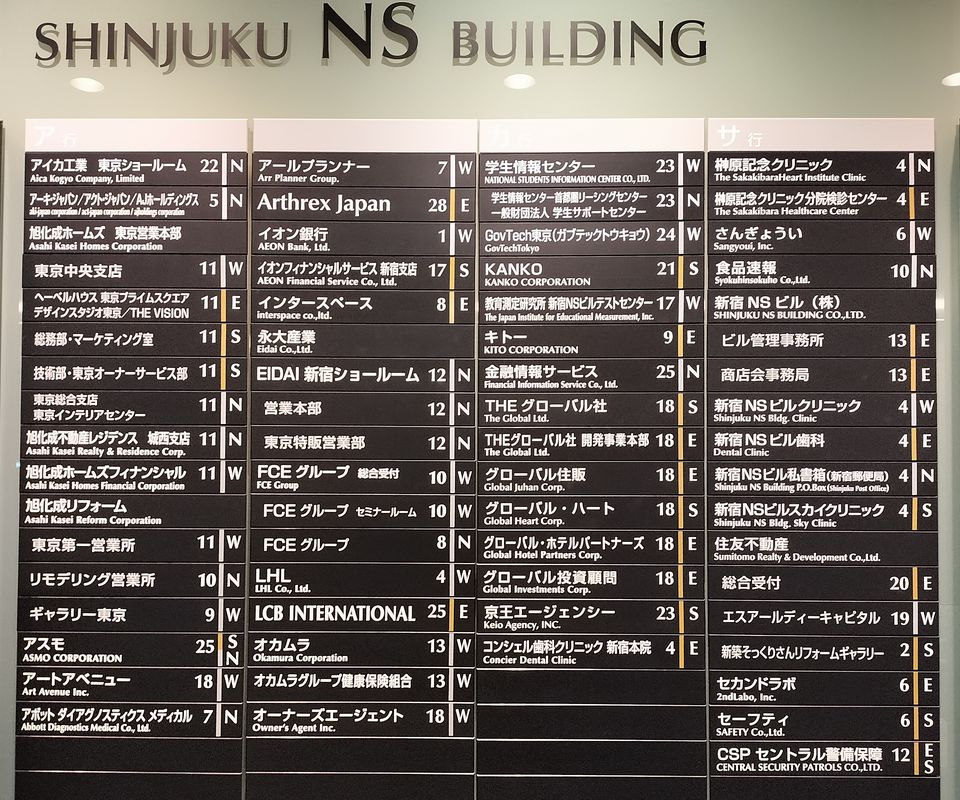
入居企業（2023年12月）
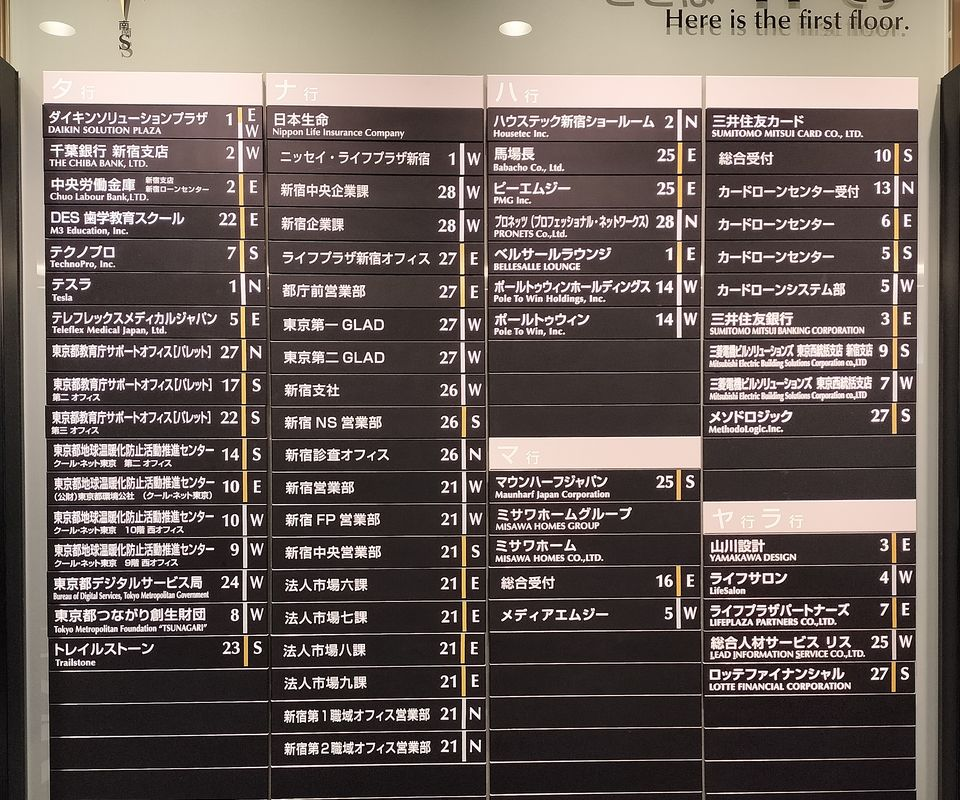
入居企業（2023年12月）

- 日本生命保険
- 住友不動産（本社）
- 東京都 - 教育庁など
- 旭化成グループ
- 永大産業
- アーキ・ジャパン（本社）
- アクト・ジャパン（本社）
- ミサワホーム（本社）
- メディアエムジー（本社）
- THEグローバル社（本社）
- セントラル警備保障（本社）
- ポールトゥウィンホールディングス（本社）

- 入居企業（2023年12月）
- 入居企業（2023年12月）

### 店舗など
- 金融
  - イオン銀行 新宿店
  - 三井住友銀行（ATMのみ）
  - 千葉銀行 新宿支店
  - 中央労働金庫 新宿支店

- 郵便
  - 新宿郵便局 NSビル内私書箱
  - NSビルには郵便番号「163-08xx」が付与されている。
  - ビル内郵便局はない。ゆうちょATMもない。

- 他
  - ダイキン ソリューションプラザ フーハ東京
  - 榊原記念クリニック - 榊原記念病院の分院。2024年に代々木に移転予定[6]。
  - テスラ 新宿ショールーム - 正面玄関脇にある。地下駐車場には充電スポットがある。

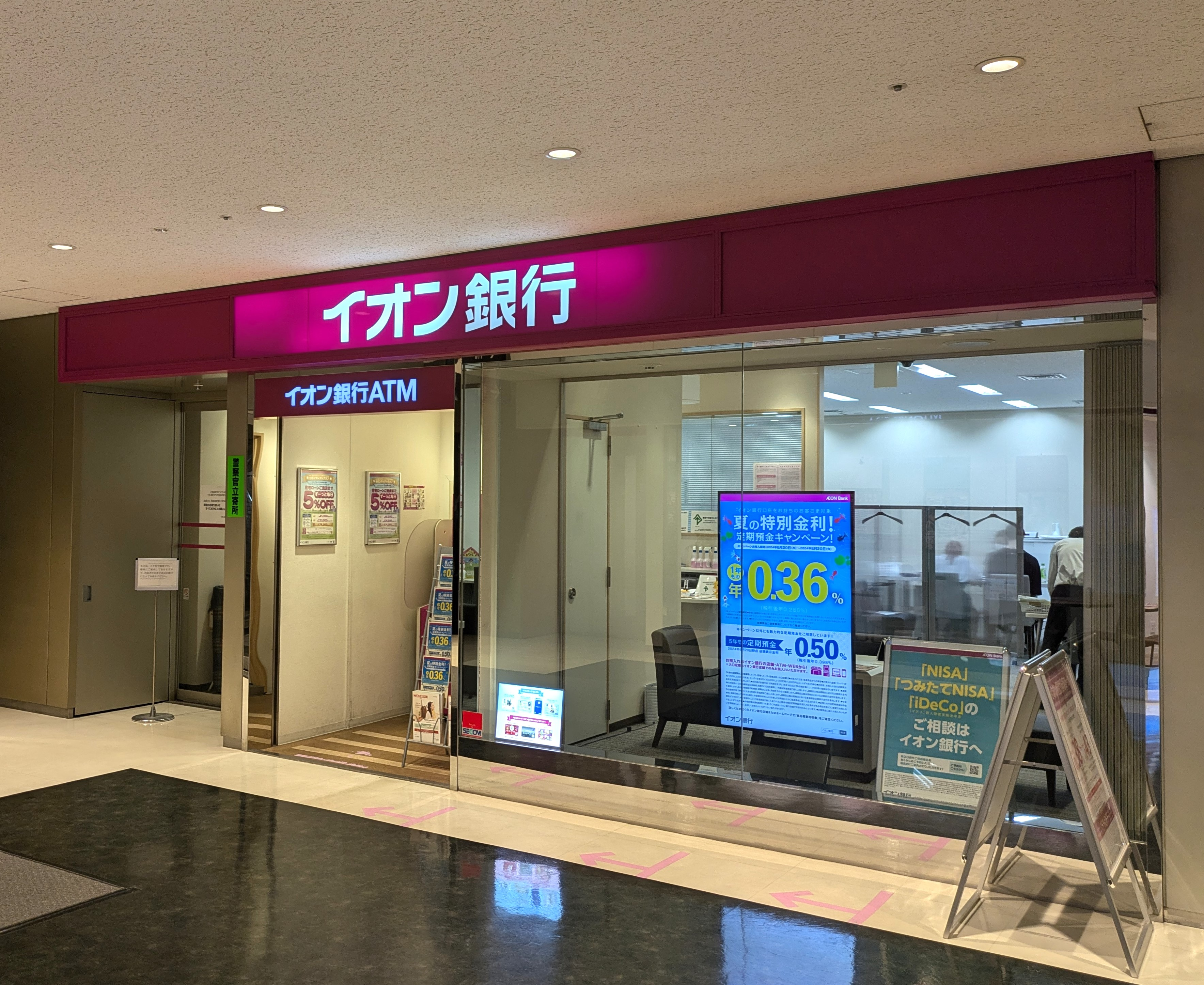
イオン銀行
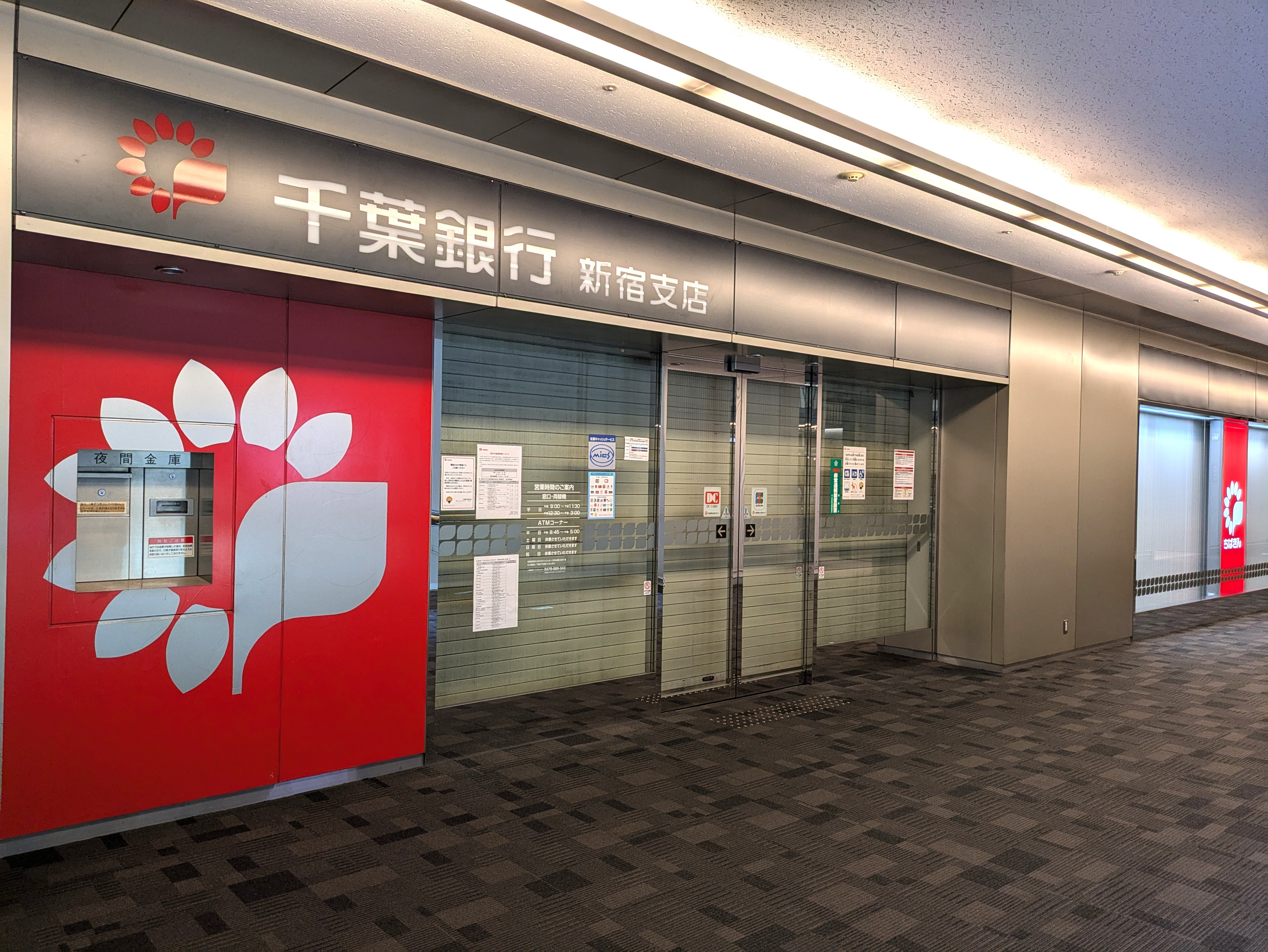
千葉銀行
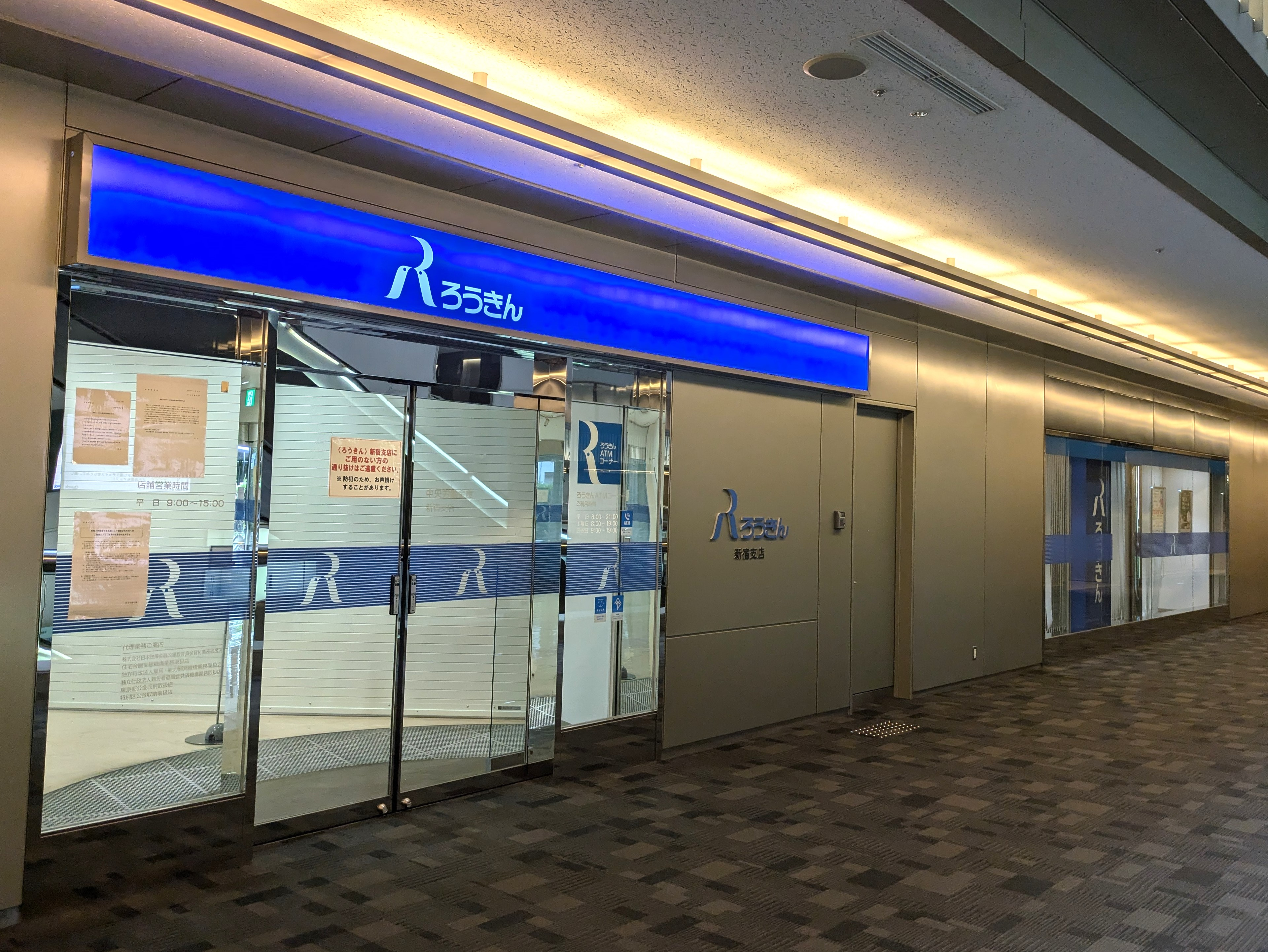
中央労働金庫
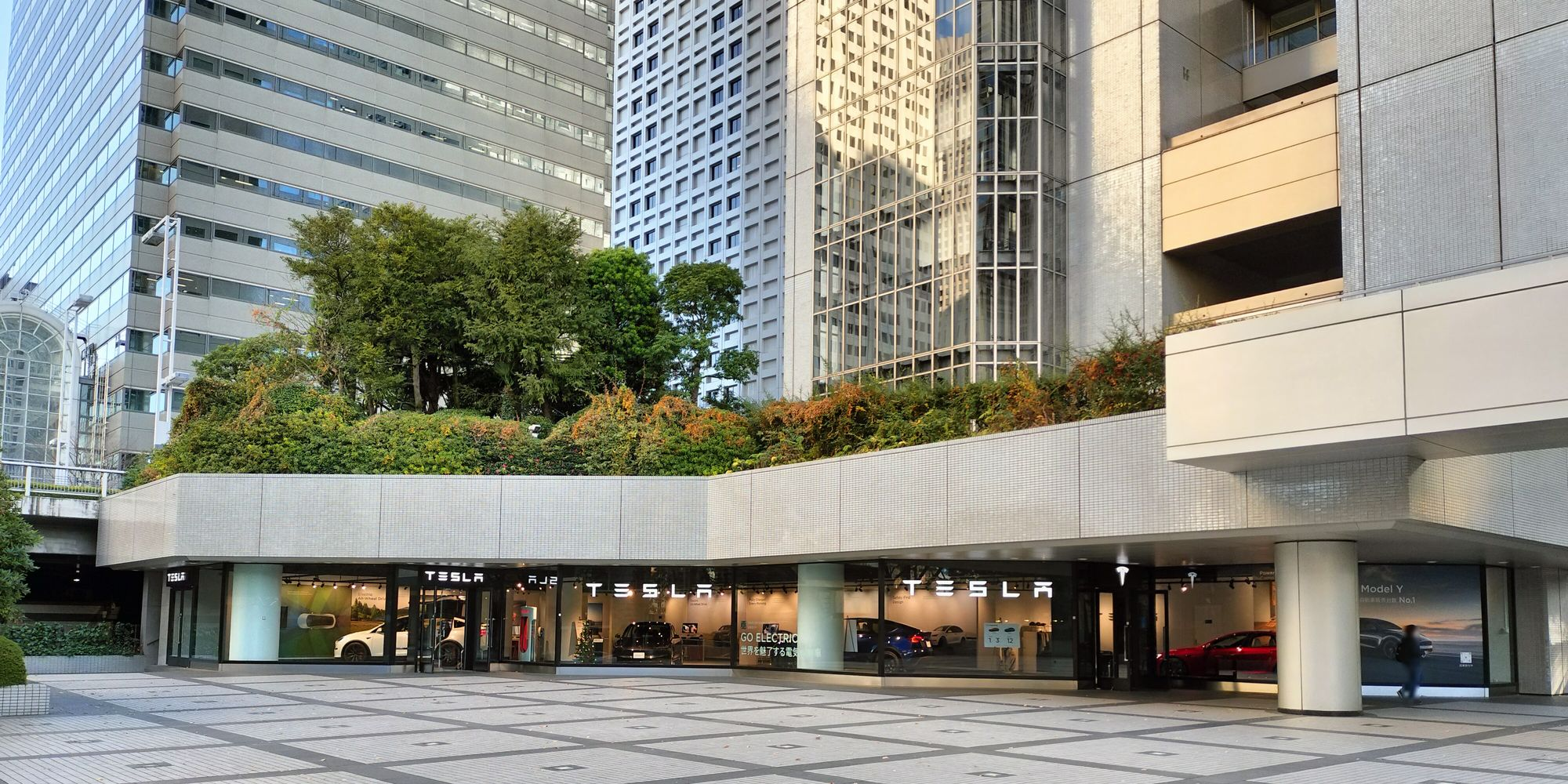
テスラ新宿

### 飲食店
- 1F - コーヒーショップ、ファストフードなど
  - リーベンハウス - 住友不動産系のコンビニエンスストア
  - 屋台DELi
  - タリーズコーヒー - 正面玄関脇と南側の2箇所にある。
  - はなまるうどん
  - CoCo壱番屋
  - すき家

- 29F - レストランなど9店（2024年1月）
  - ビアホール だん家
  - 自然物語 ごだいご - 創作和食、経営はダイワエクシード
  - イルキャンティ パラディーソ - イタリア式食堂、2023年12月11日に開店
  - すし屋 銀蔵
  - 築地食堂 源ちゃん - 海鮮居酒屋
  - 台湾創菜酒屋 台北夜市
  - 魚や
  - 個室和食 東山
  - とんかつ 伊勢

## アクセス方法など
- JR・小田急・京王・新宿駅 7番口より397m
- 都営大江戸線・都庁前駅 A2口より297m
- 東京メトロ丸ノ内線・西新宿駅 2番口より849m
- 京王バス（新宿西口 - 中野） 新宿NSビル停留所

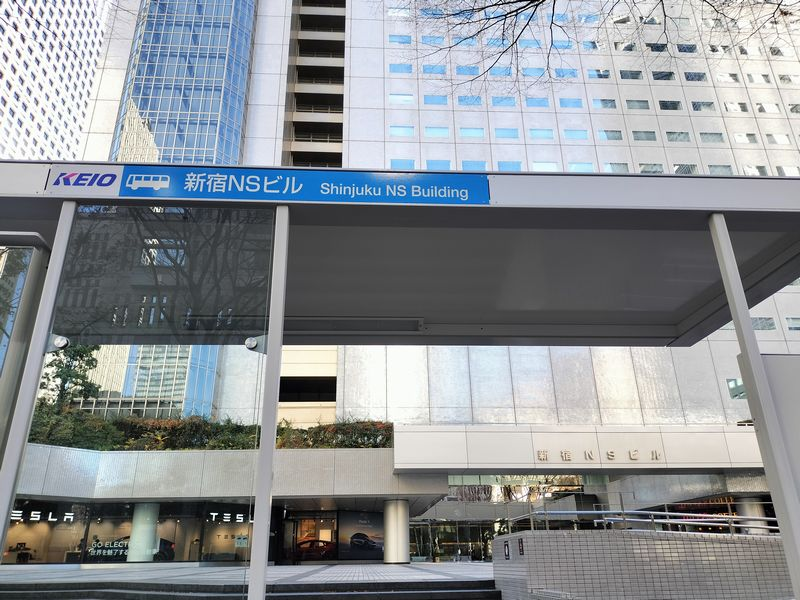
新宿NSビル停留所

## ギャラリー

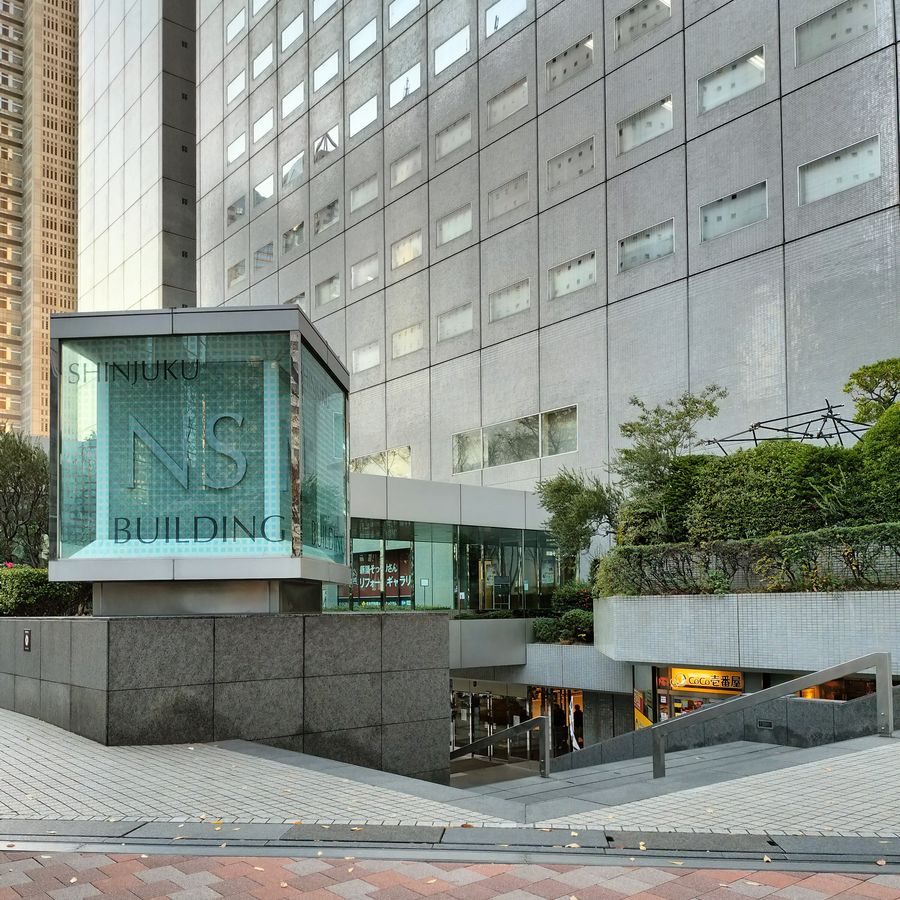
南東角
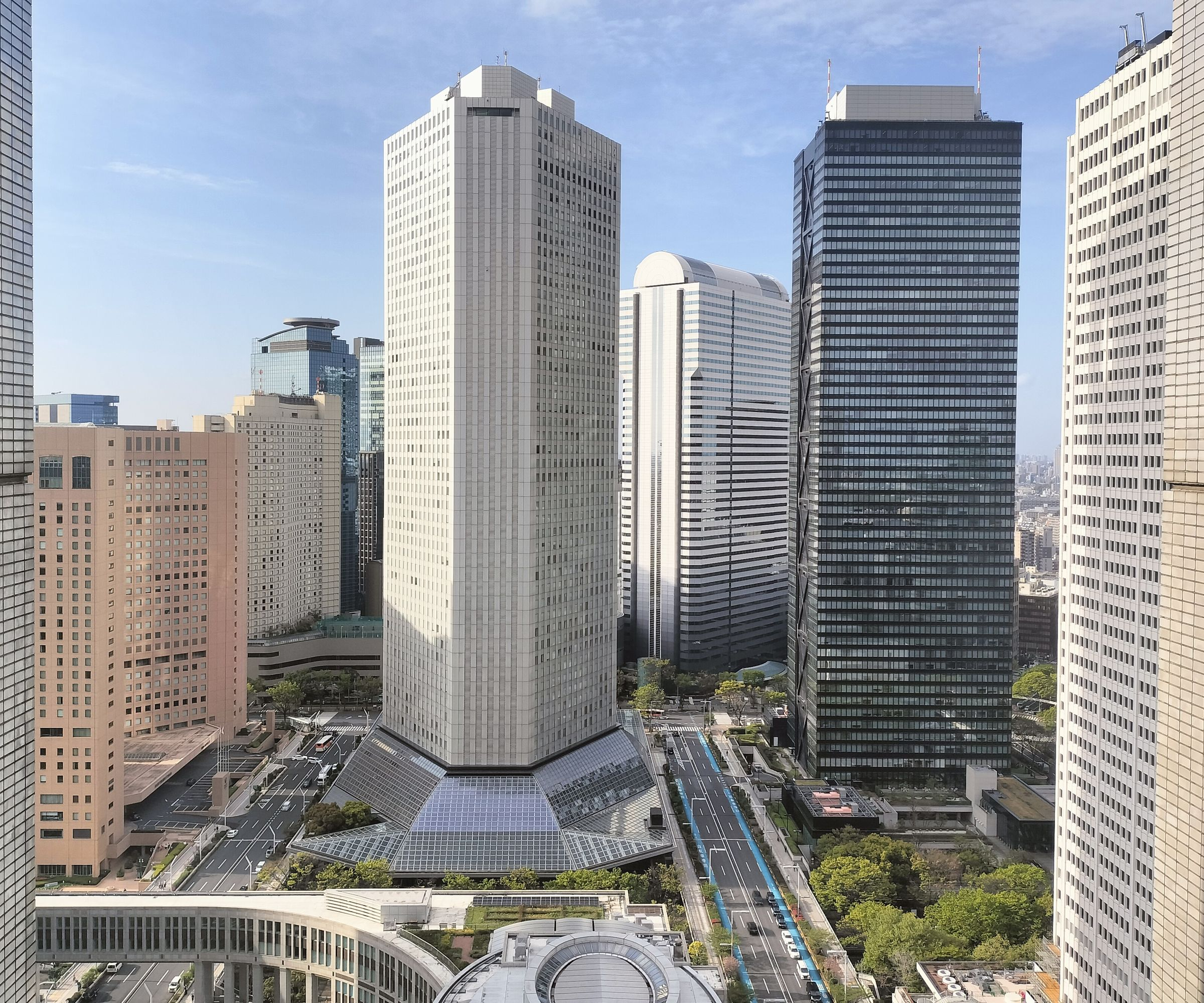
29階より北を望む
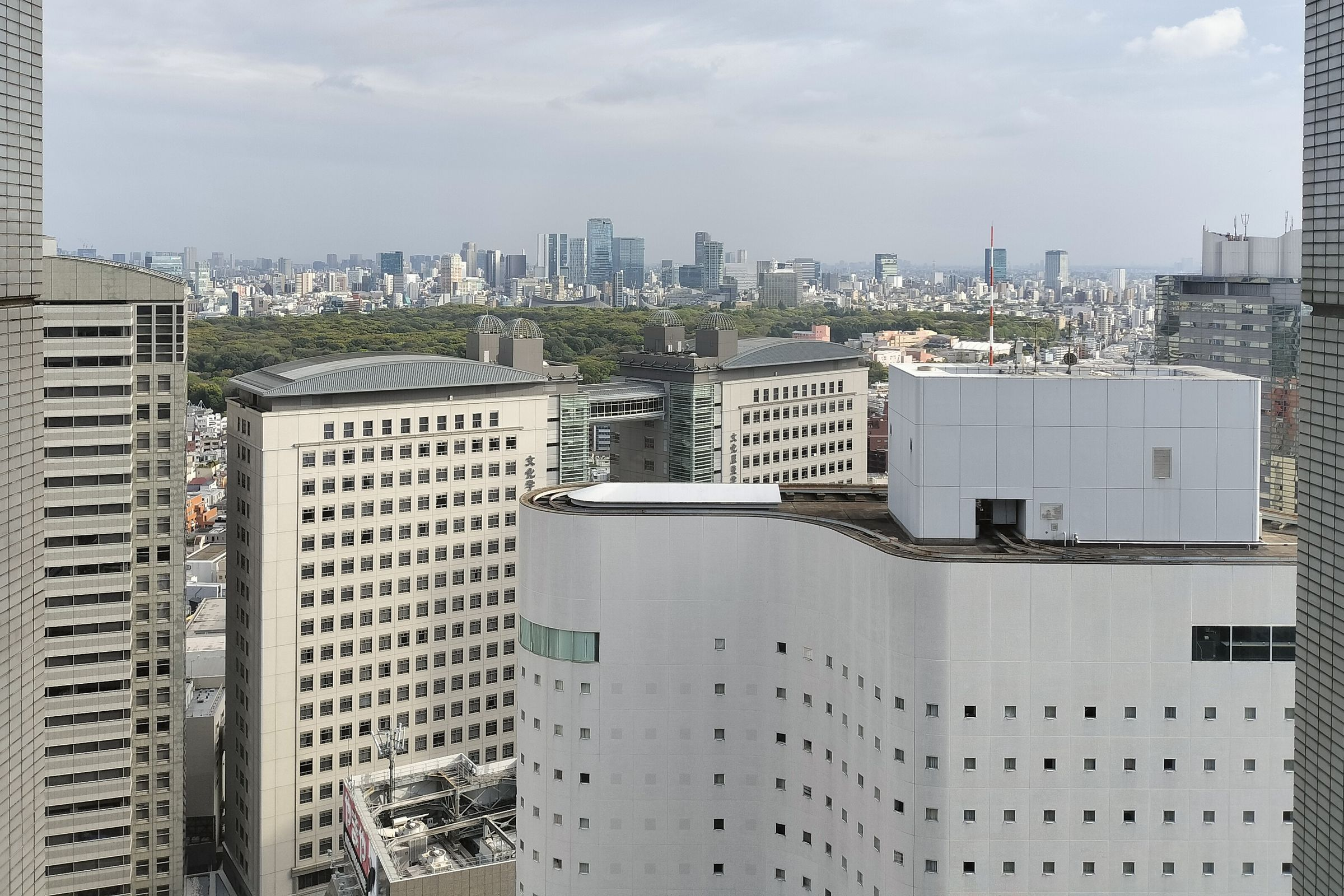
29階より南を望む
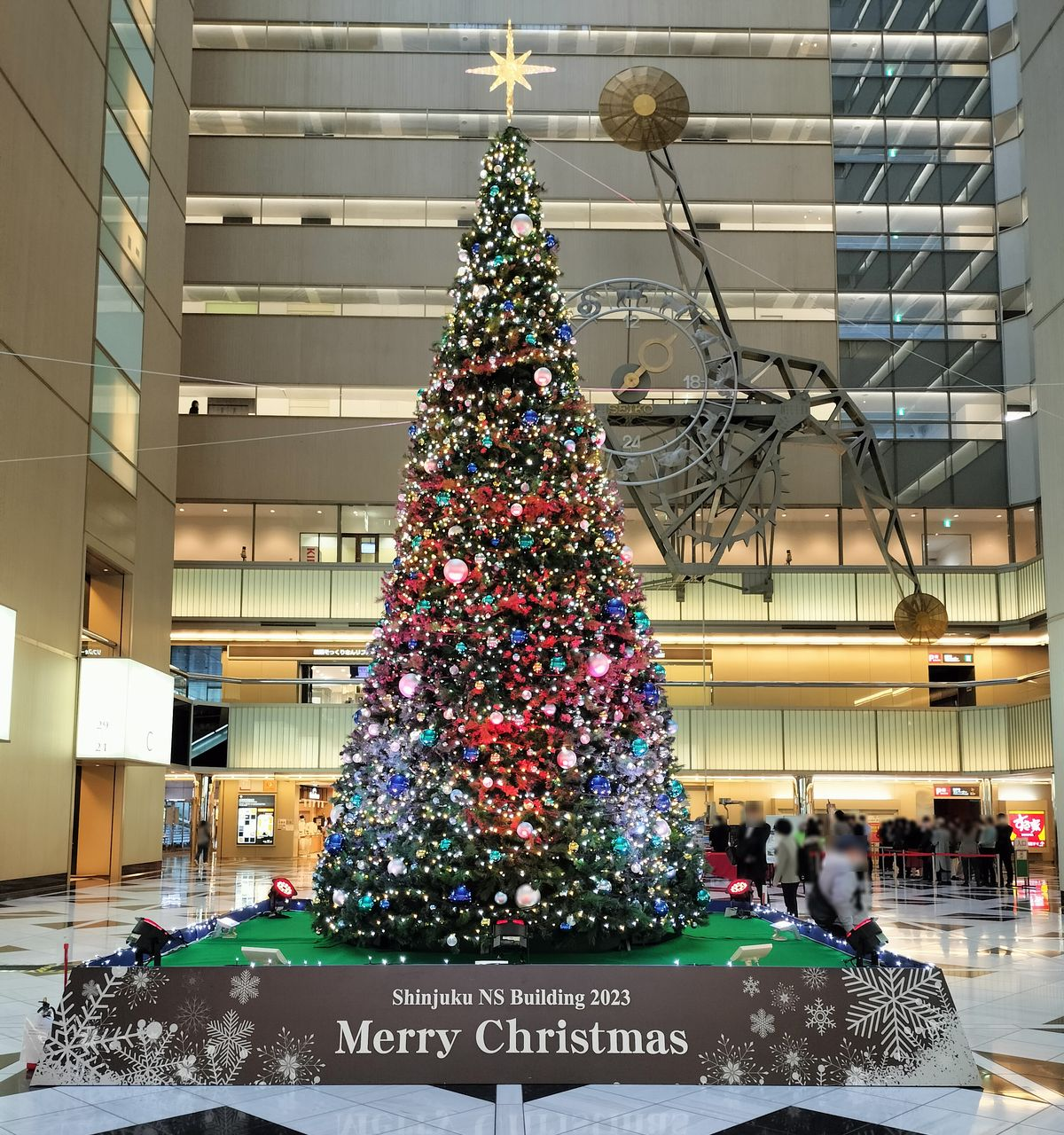
1階に飾られたクリスマスツリー（2023年12月）

## 登場作品
- ねらわれた学園（1981年） - 建設中のビルが登場。
- 宇宙刑事シャリバン（1983年） - オープニングに夜間のビルが登場。1話ではエレベーターや吹き抜けがロケ地となった。
- どきんちょ!ネムリン（1984年） - オープニングに吹き抜けやエレベーターが登場。
- 光戦隊マスクマン（1987年） - オープニングに谷隼人が渡り廊下を歩くシーンが登場[注 4]。